# Lydia Waldmüller
Lydia Waldmüller (* 7. Juli 1986 in Wien) ist eine ehemalige österreichische Triathletin und Duathletin. Sie ist Duathlon-Staatsmeisterin (2007), Triathlon-Staatsmeisterin auf der Kurzdistanz (2010) und Sprintdistanz (2013).

## Werdegang
Lydia Waldmüller konnte bereits als Jugendliche nationale Erfolge im Duathlon und Triathlon erreichen und startet heute international vorwiegend über die olympische Distanz (Kurzdistanz: 1,5 km Schwimmen, 40 km Radfahren und 10 km Laufen).
2005 wurde sie Vize-Staatsmeisterin Aquathlon bei den Junioren. Zudem gewann sie im selben Jahr die Österreichische Staatsmeisterschaft der Junioren sowohl im Duathlon als auch im Triathlon.

### Staatsmeisterin Duathlon 2007
2007 wurde sie Österreichische Duathlon-Staatsmeisterin und 2010 auf der Wiener Donauinsel auch Triathlon-Staatsmeisterin auf der Kurzdistanz.
Waldmüller ist als Zeitsoldatin beim Österreichischen Bundesheer in Wien/Südstadt als Bundesheer-Leistungssportlerin. Waldmüller startet für den Verein Triathlonclub Kagran.

### Staatsmeisterin Triathlon 2013
Lydia Waldmüller wurde im Mai 2013 Staatsmeisterin auf der Triathlon-Sprintdistanz. Im Juli wurde sie in Obertrum Triathlon-Vize-Staatsmeisterin über die olympische Distanz und im August in Norwegen Zweite beim Norseman – einem der härtesten Triathlon-Wettbewerbe über die Langdistanz.
Seit 2014 tritt sie nicht mehr international in Erscheinung.
Lydia Waldmüller ist seit April 2016 mit dem ehemaligen Triathleten Christoph Kullnig (* 1979) verheiratet.

## Sportliche Erfolge

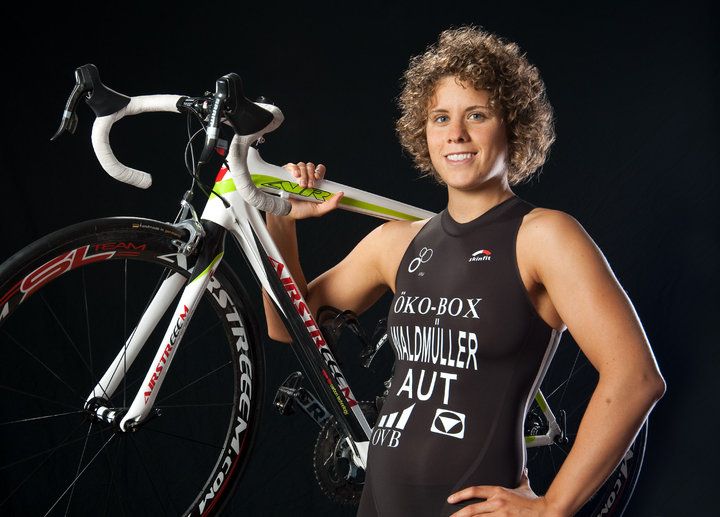
Lydia Waldmüller (2010)

| Datum/Jahr    | Rang | Wettbewerb                                                      | Austragungsort | Zeit     | Bemerkung |
| ------------- | ---- | --------------------------------------------------------------- | -------------- | -------- | --- |
| 16. Aug. 2014 | 1    | Jannersee Triathlon                                             | Lauterach      | 00:47:41 | [ 2 ] |
| 20. Juli 2013 | 2    | ÖTRV Staatsmeisterschaft Triathlon Kurzdistanz                  | Obertrum       | 02:21:05 | hinter Lisa Hütthaler Triathlon-Vizestaatsmeisterin über die olympische Distanz beim Obertrumer Triathlon     |
| 14. Juni 2013 | 26   | ETU Short Distance Triathlon European Championships             | Alanya         | 02:01:03 | |
| 26. Mai 2013  | 1    | ÖTRV Staatsmeisterschaft Triathlon Sprintdistanz                | Pörtschach     | 01:01:21 | Österreichischer Staatsmeister auf der Sprintdistanz beim Wörthersee Triathlon                                |
| 11. Mai 2013  | 1    | Linz-Triathlon                                                  | Linz           | 01:10:52 | Siegerin Sprintdistanz                                                                                        |
| 25. Aug. 2012 | 46   | ITU Sprint Triathlon World Championships                        | Stockholm      | 01:05:11 | Triathlon-Weltmeisterschaft auf der Sprintdistanz                                                             |
| 19. Aug. 2012 | 2    | Jannersee Triathlon                                             | Lauterach      |          | Zweite auf der Sprintdistanz (450 m Schwimmen, 16 km Radfahren und 4 km Laufen)                               |
| 15. Aug. 2012 | 1    | Ausee Triathlon                                                 | Ausee          | 01:03:40 | |
| 23. Juni 2012 | 28   | ITU World Championship Series 2012                              | Kitzbühel      | 02:11:52 | [ 5 ] |
| 20. Apr. 2012 | DNF  | ETU Short Distance Triathlon European Championships             | Eilat          | –        | Europameisterschaft auf der olympischen Distanz (1,5 km Schwimmen, 40 km Radfahren und 10 km Laufen)          |
| 24. März 2012 | 1    | ITU Triathlon Pan American Cup                                  | Valparaíso     | 02:10:16 | Sieg auf der olympischen Distanz                                                                              |
| 19. Feb. 2012 | 6    | ITU Sprint Triathlon African Cup                                | Kapstadt       | 01:02:34 | 750 m Schwimmen, 20 km Radfahren und 5 km Laufen                                                              |
| 21. Aug. 2011 | 1    | Jannersee Triathlon                                             | Lauterach      | 00:47:28 | Vorarlberger Landesmeisterschaft auf der Sprintdistanz (403 m Schwimmen, 15,75 km Radfahren und 4 km Laufen). |
| 24. Juni 2011 | 27   | ETU Short Distance Triathlon European Championships             | Pontevedra     | 02:09:30 | Europameisterschaft                                                                                           |
| 19. Juni 2011 | 34   | ITU World Championship Series 2011                              | Kitzbühel      | 02:09:19 | Start mit Wildcard beim dritten Rennen der Saison                                                             |
| 8. Mai 2011   | 42   | ITU Triathlon World Cup                                         | Monterrey      | 02:02:09 | |
| 17. Apr. 2011 | 21   | ITU Triathlon World Cup                                         | Ishigaki       | 02:04:32 | |
| 27. März 2011 | 32   | ITU Triathlon World Cup                                         | Mooloolaba     | 02:09:58 | |
| 29. Aug. 2010 | 10   | Almere Premium European Cup                                     | Almere         | 02:06:57 | |
| 15. Aug. 2010 | 46   | ITU World Championship Series 2010                              | Kitzbühel      | 02:12:58 | beim 6. Rennen der Serie                                                                                      |
| 10. Juli 2010 | 48   | ITU Triathlon World Cup                                         | Holten         | 02:14:27 | [ 7 ] |
| 12. Juni 2010 | 1    | ÖTRV Staatsmeisterschaft Triathlon Kurzdistanz                  | Wien           | 02:02:59 | Siegerin beim Vienna City Triathlon auf der olympischen Distanz vor Yvonne van Vlerken und Irina Kirchler     |
| 8. Mai 2010   | 42   | ITU World Championship Series 2010                              | Seoul          | 02:14:11 | [ 10 ] |
| 15. Aug. 2009 | 43   | ITU World Championship Series 2009                              | London         | 02:02:00 | |
| 25. Juli 2009 | 37   | ITU World Championship Series 2009                              | Hamburg        | 02:07:13 | |
| 11. Juli 2009 | 37   | ITU World Championship Series 2009                              | Kitzbühel      | 02:02:06 | |
| 10. Aug. 2008 | 7    | ITU Triathlon European Cup                                      | Karlsbad       | 02:09:31 | 1,5 km Schwimmen, 40 km Radfahren und 10 km Laufen                                                            |
| 28. Juni 2008 | 14   | ITU Triathlon European Cup                                      | Holten         | 02:08:47 | |
| 2008          | 11   | Vienna City Triathlon                                           | Wien           | 02:00:45 | Siegerin in der Kategorie U23                                                                                 |
| 2007          | 6    | Vienna City Triathlon                                           | Wien           |          | 3. Rang in der Kategorie U23                                                                                  |
| 2007          | 12   | ETU Short Distance Triathlon European Championship U23          | Kuopio         | 02:09:57 | [ 13 ] |
| 15. Aug. 2005 | 2    | Ausee Triathlon                                                 | Ausee          |          | wie im Vorjahr Zweite hinter Lisa Hütthaler                                                                   |
| 23. Juli 2005 | DNF  | ETU Short Distance Triathlon European Championship Junior Women | Alexandroupoli | –        | |
| 2005          | 1    | ÖTRV Staatsmeisterschaft Triathlon Junioren                     | Osterreich     |          | Österreichische Triathlon-Staatsmeisterin Junioren                                                            |
| 2004          | 2    | Ausee Triathlon                                                 | Ausee          |          | Zweite hinter Lisa Hütthaler                                                                                  |

| Datum/Jahr   | Rang | Wettbewerb                | Austragungsort | Zeit     | Bemerkung                  |
| ------------ | ---- | ------------------------- | -------------- | -------- | -------------------------- |
| 3. Aug. 2013 | 2    | Norseman Xtreme Triathlon | Eidfjord       | 12:55:20 | Zweite auf der Langdistanz |

| Datum/Jahr | Rang | Wettbewerb                                 | Austragungsort | Zeit | Bemerkung                         |
| ---------- | ---- | ------------------------------------------ | -------------- | ---- | --------------------------------- |
| Mai 2007   | 1    | ÖTRV Staatsmeisterschaft Duathlon          | Ternitz        |      | Duathlon-Staatsmeisterin          |
| 2005       | 1    | ÖTRV Staatsmeisterschaft Duathlon Junioren | Osterreich     |      | Duathlon-Staatsmeisterin Junioren |

| Datum/Jahr | Rang | Wettbewerb                                  | Austragungsort | Zeit | Bemerkung                              |
| ---------- | ---- | ------------------------------------------- | -------------- | ---- | -------------------------------------- |
| 2005       | 2    | ÖTRV Staatsmeisterschaft Aquathlon Junioren | Osterreich     |      | Vizestaatsmeisterin Aquathlon Junioren |

| Datum/Jahr | Rang | Wettbewerb                        | Austragungsort | Zeit | Bemerkung                                                         |
| ---------- | ---- | --------------------------------- | -------------- | ---- | ----------------------------------------------------------------- |
| Juli 2014  | 2    | Salzkammergut Mountainbike Trophy | Bad Goisern    |      | Zweite hinter Magdalena Doppler (B-Distanz: 119,5 km und 3848 hm) |

(DNF – Did Not Finish)